# Gmina miejska Ptuj
Gmina miejska Ptuj (słoweń.: Mestna občina Ptuj) – gmina w Słowenii. W 2002 roku liczyła 24 000 mieszkańców.

## Miejscowości
Miejscowości wchodzące w skład miejskiej Ptuj:
- Grajena,
- Grajenščak,
- Kicar,
- Krčevina pri Vurbergu,
- Mestni Vrh,
- Pacinje,
- Podvinci,
- Ptuj,
- Spodnji Velovlek,
- Spuhlja.